# Ива пятитычинковая
И́ва пятитычи́нковая, или чернота́л, или черноло́з, или ива пятимужняя (лат. Sálix pentándra) — вид цветковых растений рода Ива (Salix) семейства Ивовые (Salicaceae).

## Распространение и экология
В природе ареал вида охватывает лесотундру, лесные и степные зоны Евразии.
Произрастает на торфяных и травяных болотах, на влажных лугах и в болотистых долинах, по плавням, в сырых лесах. В горах поднимается до верхней границы леса, 2000—2500 м над уровнем моря.
Доживает до 80 лет. Морозоустойчива. Легко размножается семенами, причем они сохраняют всхожесть под снегом и весной дают обильные всходы.
Растёт медленно. Пересадку выносит хорошо. Черенки укореняются плохо.

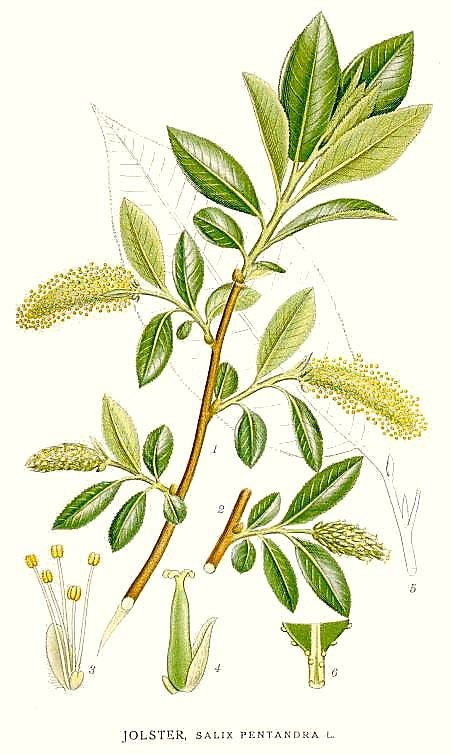

## Ботаническое описание
Дерево высотой до 16 м и диаметром ствола до 75 см или невысокий кустарник (высота 3—5 м). В первом случае крона яйцевидная, во втором — раскидистая. Кора старых стволов серая или тёмно-буроватая, трещиноватая, блестящая; годовалые ветви тёмно-серые или желтовато-оливковые, голые, блестящие, с легко шелушащейся кожицей; молодые веточки клейкие, оставляющие на бумаге жёлтый отпечаток.
Почки яйцевидные, наверху изогнутые, двугранные, бурые, блестящие. Прилистники продолговато- или широкояйцевидные, железисто-зубчатые, рано опадающие. Листья плотные, кожистые, сверху тёмно-зелёные, блестящие, снизу светлее, от яйцевидно-продолговатых до широколанцетных, длиной 5—13 см, шириной 2—4 см, с наибольшей шириной около середины, в основании тупые или клиновидные, к верхушке заостренные, совершенно голые. Черешок голый, часто окрашенный, длиной 0,2—1,4 см.
Мужские серёжки цилиндрические, длиной 2—7 см, диаметром 1—1,5 см, довольно густоцветковые. Женские — длиной 1—6 см, диаметром 0,8 см, повислые, на довольно длинных голых ножках. Прицветные чешуи жёлто-зелёные, в основании ресничатые. Тычинок, обычно, пять, реже две—четыре или до 12—24, с двумя нектарниками (передним и задним), у женских цветков нектарник может быть одиночным. Завязь зелёная, голая, яйцевидно-коническая, на короткой ножке равной заднему нектарнику, с коротким, толстым, раздвоенным, только на верхушке или до основания, столбиком
Плод — голая, блестящая коробочка длиной до 7 мм.
Цветение с мая по июль, почти одновременно с распусканием листьев. Плодоношение в июле — октябре, причём серёжки сохраняются и зимой.
В горах и на торфяниках все части растения мельчают, а окраска коры и листьев более бледная.

## Химический состав
Собранные в августе и высушенные листья содержали: 5,6 % золы, 14,0 % протеина, 5,6 % жира, 10,0 % клетчатки, 64,8 % безазотных экстрактивных веществ. В свежих листьях обнаружено 201 мг % аскорбиновой кислоты.
| Диаметр веток в см | % от абсолютно сухого вещества | % от абсолютно сухого вещества | % от абсолютно сухого вещества | % от абсолютно сухого вещества | % от абсолютно сухого вещества |
| Диаметр веток в см | Золы                           | Протеина                       | Жира                           | Клетчатки                      | Безазот. экстракт. вещ.        |
| ------------------ | ------------------------------ | ------------------------------ | ------------------------------ | ------------------------------ | ------------------------------ |
| До 0,5             | 3,2                            | 7,3                            | 6,5                            | 32,5                           | 50,5                           |
| 0,5—1              | 2,9                            | 7,3                            | 2,5                            | 39,1                           | 48,2                           |
| 1—1,5              | 2,1                            | 3,4                            | 1,8                            | 48,7                           | 44,0                           |
| 2—3                | 1,8                            | 2,7                            | 1,2                            | 52,6                           | 41,7                           |
| 3—5                | 1,4                            | 2,4                            | 1,8                            | 51,7                           | 42,7                           |
| 5—10               | 1,1                            | 1,8                            | 2,0                            | 56,4                           | 38,7                           |
| 10—20              | 1,2                            | 1,9                            | 2,0                            | 60,5                           | 34,4                           |

## Хозяйственное значение и использование
Является хорошим поздним медоносом и пыльценосом. Продуктивность мёда сплошными зарослями 120—150 кг/га. Максимальная продуктивность нектара одним цветком 0,4 мг.
Самые тонкие ветки могут иметь некоторое значение как суррогат корма. Более толстые ветки содержат большое количество клетчатки и ничтожное количество протеина. Кора содержит 3,8—4,1 % салицина. Молодая поросль доступна для скота, поедается на пастбищах в небольших количествах крупным и мелким рогатым скотом и лошадьми. Кора, побеги, листья и сережки круглый год охотно поедаются обыкновенным бобром (Castor fiber). Хорошо поедается европейским лосём (Alces alces) (зимой молодые побеги, летом листья). По наблюдениям в Хоперском заповеднике, ветки поедаются пятнистым оленем (Cervus nippon). Почки и ветки изредка поедаются рябчиком (Tetrastes bonasia).
Кора идёт на добывание салицина и для дубления (содержание таннидов 5,6—10,3 %).
Листья использовались в ветеринарии как заменитель хинина и источник жёлтой краски. Прут пригоден на грубое плетение и на фашинник.
Декоративное растение, применяется для обсадки плотин и озеленения улиц.
Древесина плотнее, чем у других видов, идёт на топливо и на поделки.

## Классификация

### Таксономия
- Salix pentandra L., 1753, Sp. Pl. : 1016

Вид Ива пятитычинковая включается в род Ива (Salix) семейства Ивовые (Salicaceae) порядка Мальпигиецветные (Malpighiales), последовательно входящего в более крупные клады Фабиды → Розиды → Суперрозиды → Эвдикоты → Цветковые растения. Таксономическая схема в соответствии с Системой APG IV по состоянию на июнь 2024 года:
|  |                          |  |                                   |                                   |                  |  | еще 35 семейств | еще 35 семейств |                        |  |                         |  | еще 625 подтвержденных видов и 1 028 видов, ожидающих подтверждения | еще 625 подтвержденных видов и 1 028 видов, ожидающих подтверждения |  |
|  |                          |  |                                   |                                   |                  |  | еще 35 семейств | еще 35 семейств |                        |  |                         |  | еще 625 подтвержденных видов и 1 028 видов, ожидающих подтверждения | еще 625 подтвержденных видов и 1 028 видов, ожидающих подтверждения |  |
|  |                          |  |                                   | порядок Мальпигиецветные          |                  |  |                 |                 | род Ива                |  |                         |  |                                                                     |                                                                     |  |
|  |                          |  |                                   | порядок Мальпигиецветные          |                  |  |                 |                 | род Ива                |  | 4 внутривидовых таксона |  |                                                                     |                                                                     |  |
|  | клада Цветковые растения |  |                                   |                                   | семейство Ивовые |  |                 |                 | вид Ива пятитычинковая |  |                         |  |                                                                     |                                                                     |  |
|  | клада Цветковые растения |  |                                   |                                   |                  |  |                 |                 |                        |  |                         |  |                                                                     |                                                                     |  |
|  |                          |  | ещё 63 порядка цветковых растений | ещё 63 порядка цветковых растений |                  |  |                 | еще 55 родов    | еще 55 родов           |  |                         |  |                                                                     |                                                                     |  |
|  |                          |  |                                   | ещё 63 порядка цветковых растений |                  |  |                 |                 | еще 55 родов           |  |                         |  |                                                                     |                                                                     |  |

### Внутривидовые таксоны
- Salix pentandra f. brevisquamis Zapał.
- Salix pentandra f. longipes Zapał.
- Salix pentandra f. stenophylla Zapał.
- Salix pentandra var. obovalis C.Y.Yu

### Синонимы
- Amerina glandulosa Raf.
- Lusekia laurina Opiz
- Pleiarina pentandra (L.) N.Chao & G.T.Gong
- Salix burqinensis Chang Y.Yang
- Salix laurifolia Wesm.
- Salix pentandra var. pentandra
- Salix pentandrifolia Sennikov